# Hans Jürgen Gerner
Hans Jürgen Gerner (* 11. August 1941 in Kaiserslautern) ist ein deutscher Orthopäde, Rehabilitationswissenschaftler und Hochschullehrer und gilt als Kapazität auf dem Gebiet der Behandlung und Rehabilitation querschnittgelähmter Menschen.

## Leben
Sein Vater der Bildhauer und Zeichner Fritz Gerner ist im Januar 1945 an der Ostfront verschollen.
Nach dem Abitur 1962 begann Gerner das Studium der Medizin an der Philipps-Universität Marburg. Er schloss sich der Marburger Burschenschaft Germania an, der er bis heute angehört. Er wechselte an die Universität Innsbruck, die Universität Wien und die Georg-August-Universität Göttingen, an der er 1967 zum Dr. med. promoviert wurde. Seine Weiterbildung zum Orthopäden absolvierte er im Universitätsklinikum Heidelberg und in der Berufsgenossenschaftlichen Unfallklinik Ludwigshafen, wo er die Zusatzbezeichnung „Sportmedizin“ erwarb.
Nach dem Gastaufenthalt im Juli 1974 am National Spinal Injuries Centre des Stoke Mandeville Hospital in Aylesbury, England, war er zunächst Oberarzt, dann Leiter der Abteilung Querschnittlähmung und Orthopädie der BG-Klinik Ludwigshafen und danach Chefarzt des Zentrum für Rückenmarkverletzte der Werner-Wicker-Klinik in Bad Wildungen. Für das Internationale Rote Kreuz war er immer wieder als Spezialarzt unterwegs, z. B. nach den schweren Erdbeben in Armenien. Seine wissenschaftliche Beschäftigung mit neuen Therapieansätzen bei Querschnittlähmung führte 1990 zur Habilitation an der Justus-Liebig-Universität Gießen. Gerners Ruf auf dem Gebiet der Paraplegiologie reicht weit über die Grenzen Deutschlands hinaus.
Gerner ist Schwiegersohn des Heidelberger Internisten Gotthard Schettler.

## Aktivitäten und Mitgliedschaften
Zahlreiche Verbände, Stiftungen und Organisationen, die die Behandlung der Querschnittlähmung vorantreiben, haben Hans Jürgen Gerner in führende Funktionen gewählt:
- Ehrenvorsitzender der Fördergemeinschaft der Querschnittgelähmten in Deutschland e.V.
- Vorsitzender des Stiftungsrates DSQ Deutsche Stiftung Querschnittlähmung
- Vorsitzender des Stiftungsrates der Internationalen Stiftung für Forschung in Paraplegie (IFP) Zürich
- Mitglied des Geschäftsführenden Vorstands der Deutschen Vereinigung für Rehabilitation
- Wissenschaftlicher Beirat der Stiftung Deutsche Schlaganfall-Hilfe
- Ehrenmitglied der Deutschsprachigen Medizinische Gesellschaft für Paraplegie e.V. 2007
- International Spinal Cord Society (ISCoS, vormals IMSoP)

## Ehrungen
- 2005: Innovationspreis Medizintechnik des Bundesministeriums für Bildung und Forschung[7]
- 2007: Bundesverdienstkreuz am Bande[8]
- 2007: Ehrenmitglied der Deutschsprachigen Medizinische Gesellschaft für Paraplegie[9]